# Списак атентатора
|  |  |  |  |  |  |  |  |  |  |  |  |  |  |  |  |  |  |  |  |  |  |  |  |  |  |  |  |  |  |

## А
- Мехмет Али Агџа — Папа Јован Павле II (неуспешан)
- Агрипина Млађа — цар Клаудије
- Ај — Тутанкамон
- Јигал Амир — Јицак Рабин
- Владимир Арутиниан — Џорџ Буш млађи и Михаил Сакашвили (неуспешан)

## Б
- Семјуел Бајк — Ричард Никсон (неуспешан)
- Џон Белингем — Спенсер Персевал
- Марко Јуније Брут — Гај Јулије Цезар
- Максим Брунери — Жак Ширак (неуспешан)
- Мохамед Боујери — Тео Ван Гог, холандски редитељ
- Гаетано Бреши — Краљ Умберто I
- Џон Вилкс Бут — Абрахам Линколн

## В
- Карл Вајс — Хјуи Лонг

## Г
- Чарлс Гито — Џејмс Гарфилд
- Натурам Годсе — Махатма Ганди
- Мустафа Голубић — Лав Троцки
- Пол Горгулов — Пол Думер
- Фолкерт ван дер Граф — Пим Фортајн

## И
- Халид Исламболи — Анвар ел Садат

## Ј
- Звездан Јовановић — Зоран Ђинђић
- Јаков Јуровски — цар Николај II Александрович
- Феликс Јусуфов — Распућин

## К
- Шарлота Кордеј — Жан Пол Мара
- Иносенсио Кани — Амилкар Кабрал
- Санте Џеронимо Касерио — Сади Карно

## Л
- Хосе де Леон Торал — Алваро Обрегон
- Луиђи Лукени - Елизабета Баварска

## М
- Јелена Илка Марковић — краљ Милан Обреновић (неуспешан)
- Рамон Меркадер — Лав Троцки
- Мијаило Мијаиловић — Ана Линд

## Н
- Нерон — Агрипина Млађа и Сенека
- Никола Новаковић — Карађорђе Петровић

## О
- Ли Харви Освалд — Џон Кенеди

## П
- Гинтер Пархе — Моника Селеш (неуспешан)
- Ђузепе (Пино) Пелози — Пјер Паоло Пазолини (редитељ)
- Гаврило Принцип — Франц Фердинанд

## Р
- Франсоа Равајак — Анри IV
- Пуниша Рачић — Стјепан Радић
- Џек Руби — Ли Харви Освалд
- Џејмс Ерл Реј — Мартин Лутер Кинг

## С
- Бинт и Сатвант Синг — Индира Ганди
- Сирхан Сирхан — Роберт Кенеди

## Т
- Марио Теран — Че Гевара

## Х
- Касије Хереја — Калигула
- Џон Хинкли — Роналд Реган (неуспешан)
- Наири Хунанјан — Вазген Саргсјан

## Ч
- Марк Дејвид Чепмен — Џон Ленон
- Владо Черноземски (Шофер) — краљ Александар I Карађорђевић
- Леон Чолгош — Вилијам Макинли

## Џ
- Џек Мекол — Дивљи Бил Хикок

## Ш
- Клаус фон Штауфенберг — Адолф Хитлер (неуспешан)